# Quận James City, Virginia
Quận James City là một quận thuộc tiểu bang Virginia, Hoa Kỳ.
Quận này được đặt tên theo. Theo điều tra dân số của Cục điều tra dân số Hoa Kỳ năm 2000, quận có dân số người, dân số năm 2008 là 62.394 người. Quận lỵ đóng ở Williamsburg. Thu nhập bình quân hộ năm 2007 là 70.487 USD.
Quận toạ lạc ở bán đảo Virginia ở vùng đô thị Hampton Roads

## Địa lý
Theo Cục điều tra dân số Hoa Kỳ, quận có diện tích km2, trong đó có km2 là diện tích mặt nước.